# Thekla (dcera Theophilose)
Thekla (počátkem 820 nebo 830 – po roce 870), latinsky Thecla, byla princezna z Amorské dynastie Byzantské říše. Byla dcerou a nejstarší dítě byzantského císaře Theofila a císařovny Theodory byla prohlášena augusta na konci 830. Poté, co Theofilos zemřel v roce 842 a její matka se stala regentkou pro Theklaina mladšího bratra Michaela III., byla Thekla spojena s režimem jako spolucísařovna vedle Theodory a Michaela.
Thekla byla sesazena Michaelem III., možná po boku její matky, v roce 856 a byla poslána do kláštera v Konstantinopoli. Po nějaké době se údajně vrátila k císařským záležitostem a stala se milenkou přítele a spolucísaře Michaela III. Basila I. Poté, co Basil v roce 867 zavraždil Michaela a převzal moc jako jediný císař, Thekla byla zanedbávána jako jeho milenka a vzala si dalšího milence, Johna Neatokometese. Jakmile se Basil o aféře dozvěděl, Thekla upadla v nemilost, byla zbita a její majetek byl zabaven.